# Yelizabeta Ivanova
Yelizabeta Ivanova –en ruso, Елизавета Иванова– (1999) es una deportista rusa que compite en escalada. Ganó una medalla de plata en el Campeonato Europeo de Escalada de 2020, en la prueba de velocidad.

## Palmarés internacional
| Campeonato Europeo | Campeonato Europeo | Campeonato Europeo | Campeonato Europeo |
| Año                | Lugar              | Medalla            | Prueba             |
| ------------------ | ------------------ | ------------------ | ------------------ |
| 2020               | Moscú (Rusia)      | Medalla de plata   | Velocidad          |